# Zólya László
Zólya László (Székelyudvarhely, 1955. március 19.–) geológus, geológiai szakíró, vállalkozó.

## Életútja
Középiskolai tanulmányait Székelyudvarhelyen, egyetemi tanulmányait Kolozsváron, a BBTE földtan szakán végezte (1982). 1982–90 között a csíkszeredai központú „Hargita” Földtani Kutató és Feltáró Vállalat geológus mérnökeként elsősorban a Ditrói-szienitmasszívum térképezésével foglalkozott. Az 1989-es romániai forradalom után mint a hivatásos földtani gyakorlaton kívül rekedt vállalkozó, politikai és gazdasági menedzser (2000–2008 között a Sapientia EMTE mellé rendelt alapítványi vállalkozást vezette), ekkor közölte földtani írásainak zömét. Ezekben a Székelyföld ásványai, kőzetei és ásványvíz előfordulásai foglalkoztatják. Kitűnő értője a varázsvesszőnek, ennek a földtani kutatásokban ősidőktől a mai napig használt, de tudományosan kielégítően még meg nem magyarázott érc- és vízkutató (de a szerkezetföldtanban is bevált) empirikus eszköznek.
Sokat tett – mint főszervező – a kezdetben Sepsiszentgyörgyön indult, de öt éven át Csíkszeredában megrendezett Székelyföldi Geológus Találkozók sikeréért.
Szakdolgozatait – többnyire társszerzőként – a Studia Universitatis Babeș-Bolyai Seria Geologia–Geographia (1985), Romanian Journal of Geophysics (1993), Acta (Sepsiszentgyörgy, 1996), Földtani Közlöny (2005) c. folyóiratok, valamint konferenciakötetek: VII–X. Székelyföldi Geológus Találkozó (2005–2008), A Kárpát-medence ásványvizei I–V. Nemzetközi Tudományos Konferencia (2004–2008) közölték.